# Persone di nome Ingrid
| Questa pagina contiene informazioni ricavate automaticamente dalle voci biografiche con l'ausilio del template Bio e di un bot. L'aggiornamento è periodico e automatico e ricostruisce completamente la pagina. Se manca una persona in questa lista, sei pregato di non aggiungerla, ma accertati piuttosto che la sua voce biografica contenga il template Bio e che i dati anagrafici siano correttamente compilati. Se il template Bio manca, inseriscilo tu stesso o, in alternativa, metti l'avviso {{tmp\|Bio}} che ne segnala la mancanza. Se i dati riportati sono sbagliati, correggi direttamente la voce biografica; le modifiche saranno visibili in questa lista entro pochi giorni. Per chiarimenti vedi il progetto antroponimi. La lista contiene solo le 89 persone che sono citate nell'enciclopedia e per le quali è stato implementato correttamente il template Bio. Pagina aggiornata al 16 ott 2024. |

Questa è una lista di persone presenti nell'enciclopedia che hanno il prenome Ingrid, suddivise per attività principale.

## Astronome(1)
- Ingrid van Houten-Groeneveld, astronoma olandese (Berlino, n. 1921 - Oegstgeest, † 2015)

## Attiviste(1)
- Ingrid Newkirk, attivista inglese (Kingston upon Thames, n. 1949)

## Attrici(14)
- Ingrid Andree, attrice tedesca (Amburgo, n. 1931)
- Ingrid Bolsø Berdal, attrice e cantante norvegese (Levanger, n. 1980)
- Ingrid van Bergen, attrice e doppiatrice tedesca (Danzica, n. 1931)
- Ingrid Bergman, attrice svedese (Stoccolma, n. 1915 - Londra, † 1982)
- Ingrid Bisu, attrice e sceneggiatrice rumena (Bucarest, n. 1987)
- Ingrid Sanai Buron, attrice e sceneggiatrice statunitense
- Ingrid Caven, attrice e cantante tedesca (Saarbrücken, n. 1938)
- Ingrid Chauvin, attrice francese (Argenteuil, n. 1973)
- Ingrid García-Jonsson, attrice spagnola (Skellefteå, n. 1991)
- Beatrice Järås, attrice, doppiatrice e cantante svedese (Stoccolma, n. 1950)
- Ingrid Lacey, attrice britannica (Godalming, n. 1958)
- Ingrid Schoeller, attrice e cantante tedesca (Colonia, n. 1942)
- Ingrid Steeger, attrice tedesca (Berlino, n. 1947 - Bad Hersfeld, † 2023)
- Ingrid Thulin, attrice svedese (Sollefteå, n. 1926 - Stoccolma, † 2004)

## Biatlete(1)
- Ingrid Landmark Tandrevold, biatleta norvegese (Bærum, n. 1996)

## Calciatrici(7)
- Ingrid Boyeldieu, calciatrice francese (Chaumont-en-Vexin, n. 1977 - Pontoise, † 2019)
- Ingrid Syrstad Engen, calciatrice norvegese (Melhus, n. 1998)
- Ingrid Guerra, calciatrice colombiana (Policarpa, n. 2003)
- Ingrid Hjelmseth, calciatrice norvegese (Lørenskog, n. 1980)
- Ingrid Moe Wold, ex calciatrice norvegese (n. 1990)
- Ingrid Schjelderup, calciatrice norvegese (Oslo, n. 1987)
- Ingrid Marie Spord, calciatrice norvegese (Bergen, n. 1994)

## Cantanti(5)
- Ingrid Andress, cantante statunitense (Southfield, n. 1991)
- Ina Deter, cantante tedesca (Berlino, n. 1947)
- In-Grid, cantante italiana (Guastalla, n. 1973)
- Ingrid Olava, cantante norvegese (Lillehammer, n. 1981)
- Ingrid Peters, cantante e conduttrice radiofonica tedesca (Dudweiler, n. 1954)

## Cantautrici(1)
- Ingrid Michaelson, cantautrice statunitense (Staten Island, n. 1979)

## Cavallerizze(1)
- Ingrid Klimke, cavallerizza tedesca (Münster, n. 1968)

## Cestiste(1)
- Ingrid Tanqueray, cestista francese (Caen, n. 1988)

## Comiche(1)
- Ingrid Oliver, comica e attrice britannica (Londra, n. 1977)

## Conduttrici televisive(1)
- Ingrid Muccitelli, conduttrice televisiva e giornalista italiana (Roma, n. 1979)

## Discobole(1)
- Ingrid Lotz, ex discobola tedesca (Malliß, n. 1934)

## Giavellottiste(1)
- Ingrid Almqvist, giavellottista e pallamanista svedese (Göteborg, n. 1927 - † 2017)

## Ginnaste(1)
- Ingrid Sandahl, ginnasta svedese (Stoccolma, n. 1924 - Örebro, † 2011)

## Giocatrici di beach volley(1)
- Ingrid Tørlen, giocatrice di beach volley norvegese (Ålesund, n. 1979)

## Illustratrici(1)
- Ingrid Vang Nyman, illustratrice danese (n. 1916 - † 1959)

## Maratonete(1)
- Midde Hamrin, ex maratoneta e ex cestista svedese (Göteborg, n. 1957)

## Mezzofondiste(1)
- Ingrid Kristiansen, ex mezzofondista e maratoneta norvegese (Trondheim, n. 1956)

## Modelle(3)
- Ingrid Finger, modella tedesca
- Ingrid Marie Rivera, modella portoricana (Luquillo, n. 1983)
- Ingrid Seynhaeve, modella belga (Menen, n. 1973)

## Multipliste(1)
- Ingrid Becker, ex multiplista, lunghista e altista tedesca (Geseke, n. 1942)

## Neurologhe(1)
- Ingrid Scheffer, neurologa australiana (Melbourne, n. 1958)

## Nuotatrici(4)
- Ingrid Künzel, ex nuotatrice tedesca (Darmstadt, n. 1938)
- Ingrid Lempereur, ex nuotatrice belga (Messancy, n. 1969)
- Ingrid Schmidt, nuotatrice tedesca orientale (Rudolstadt, n. 1945 - Zimmern ob Rottweil, † 2023)
- Ingrid Wilm, nuotatrice canadese (n. 1998)

## Pallavoliste(2)
- Ingrid Šišković, pallavolista croata (Pola, n. 1980)
- Ingrid Visser, pallavolista olandese (Gouda, n. 1977 - Murcia, † 2013)

## Pattinatrici artistiche su ghiaccio(1)
- Ingrid Wendl, ex pattinatrice artistica su ghiaccio austriaca (Vienna, n. 1940)

## Pianiste(1)
- Ingrid Haebler, pianista austriaca (Vienna, n. 1929 - † 2023)

## Pistard(1)
- Ingrid Haringa, ex pistard e ex pattinatrice di velocità su ghiaccio olandese (Velsen, n. 1964)

## Politiche(4)
- Ingrid Bisa, politica italiana (Asolo, n. 1978)
- Ingrid Claes, politica belga (Hasselt, n. 1968)
- Ingrid Lieten, politica belga (Hasselt, n. 1964)
- Ingrid van Engelshoven, politica olandese (Delft, n. 1966)

## Principesse(1)
- Ingrid Alexandra di Norvegia, principessa norvegese (Oslo, n. 2004)

## Religiose(1)
- Ingrid Elofsdotter, religiosa svedese (Skänninge - Skänninge, † 1282)

## Sassofoniste(1)
- Ingrid Laubrock, sassofonista tedesca (n. 1970)

## Schermitrici(2)
- Ingrid Losert, ex schermitrice tedesca (Friburgo in Brisgovia, n. 1958)
- Ingrid Sander, ex schermitrice venezuelana (Caracas, n. 1937)

## Sciatrici alpine(13)
- Ingrid Bjørdal, ex sciatrice alpina norvegese (n. 1977)
- Ingrid Busterud, ex sciatrice alpina norvegese (n. 1984)
- Ingrid Eberle, ex sciatrice alpina austriaca (Dornbirn, n. 1957)
- Ingrid Gfölner, ex sciatrice alpina austriaca (n. 1952)
- Ingrid Halseth, ex sciatrice alpina norvegese (n. 1969)
- Ingrid Helander, ex sciatrice alpina svedese (n. 1972)
- Ingrid Jacquemod, ex sciatrice alpina francese (Bourg-Saint-Maurice, n. 1978)
- Ingrid Lafforgue, ex sciatrice alpina francese (Bagnères-de-Luchon, n. 1948)
- Ingrid Oldertrøen, ex sciatrice alpina norvegese (n. 1984)
- Ingrid Rumpfhuber, ex sciatrice alpina austriaca (Bad Ischl, n. 1981)
- Ingrid Salvenmoser, ex sciatrice alpina austriaca (Scheffau am Wilden Kaiser, n. 1967)
- Ingrid Stöckl, ex sciatrice alpina austriaca (Tamsweg, n. 1969)
- Ingrid Sundberg, ex sciatrice alpina svedese (Stoccolma, n. 1948)

## Scrittrici(4)
- Ingrid Jonker, scrittrice sudafricana (Kimberley, n. 1933 - Three Anchor Bay, † 1965)
- Ingrid Noll, scrittrice tedesca (Shanghai, n. 1935)
- Ingrid Bachér, scrittrice tedesca (Rostock, n. 1930)
- Ingrid de Kok, scrittrice sudafricana (n. 1951)

## Sovrane(1)
- Ingrid di Svezia, regina (Stoccolma, n. 1910 - Fredensborg, † 2000)

## Tenniste(3)
- Ingrid Martins, tennista brasiliana (Rio de Janeiro, n. 1996)
- Ingrid Löfdahl, ex tennista svedese (Malmö, n. 1943)
- Ingrid Neel, tennista statunitense (Oyster Bay, n. 1998)

## Tuffatrici(2)
- Ingrid Krämer, ex tuffatrice tedesca orientale (Dresda, n. 1943)
- Ingrid de Oliveira, tuffatrice brasiliana (Rio de Janeiro, n. 1996)

## Velociste(1)
- Ingrid Auerswald, ex velocista tedesca (Jena, n. 1957)

## Senza attività specificata(1)
- Ingrid D. Rowland, italianista statunitense (Princeton, n. 1953)